# Hold On (Lil Tjay)
Hold On è un singolo del rapper statunitense Lil Tjay, pubblicato il 27 settembre 2019.

## Tracce
1. Hold On – 3:10